# ترولزو
ترولزو (روسی: ZАО "Троллейбусный завод" (Тролза)) شرکت اتوبوس‌سازی روسی است، که در سال ۱۸۶۸ تأسیس شد.